# Zabuyelita
La zabuyelita és un mineral de la classe dels carbonats. Rep el seu nom per Mianping Zheng i Wengao Liu, de la seva localitat tipus, el llac salat de Zhabuye, a Nagri, al Tibet (Xina).

## Característiques
La zabuyelita és un carbonat de fórmula química Li₂CO₃. Va ser aprovada com a espècie vàlida per l'Associació Mineralògica Internacional l'any 1985. Cristal·litza en el sistema monoclínic. Forma cristalls prismàtics, amb terminacions piramidals dobles, d'aproximadament 1,2 mil·límetres. La seva duresa a l'escala de Mohs és 3.
Segons la classificació de Nickel-Strunz, la zabuyelita pertany a «05.AA - Carbonats alcalins, sense anions addicionals, sense H₂O» juntament amb els següents minerals: natrita, gregoryita, nahcolita, kalicinita, teschemacherita i wegscheiderita.

## Formació i jaciments
Es troba incrustada en halita, i precipitada en els marges d'un llac de sal ric en liti. També es troba en forma d'inclusions sòlides en inclusions fluides en espodumena. Sol trobar-se associada a altres minerals com: halita, gaylussita i northupita. Va ser descoberta l'any 1985 al llac salat de Zhabuye, a Nagri (Tibet, Xina).